# Sonarem
Sonarem (acronyme de Société nationale de recherches et d'exploitation minières) est une entreprise minière publique algérienne créée le 11 mai 1967.

## Histoire
La Sonarem a été créée un an après la nationalisation des mines d'Algérie. Dans un premier temps dans un but de réhabilitation des mines épuisées, puis d'augmentation des réserves avant de faire de la prospection et découverte des nouveaux gisements.
Elle a ensuite développé la recherche et l’exploitation des mines et carrières nationales pour distribuer et vendre tant en Algérie qu’a l’étranger les produits miniers.
Elle travaillera en harmonie avec la société nationale de sidérurgie, notamment grâce aux mines d'El Ouenza avant que le secteur n'entre en crise, causant la restructuration de l'entreprise dans les années 1980.
Après une vingtaine d'années et de nombreux regroupement aux sein de fontds de participations et holdings, la Sonarem est recréée en 2002. Elle connais un nouveau souffle à partir des années 2020 avec la volonté de relancer le secteur minier,.
La restructuration de la SONAREM en 1983 a donné naissance à six Entreprises : FERPHOS, ENAMARBRE, ENASEL, ENOF, EDEMINES, et l’EREM, qui a été érigée par la suite en Office de la Recherche Géologique et Minière (ORGM) après son regroupement avec l’ONIG.